# DSA-380
La DSA-380 es una carretera perteneciente a la Red Secundaria de la Diputación Provincial de Salamanca que une la DSA-360 con la frontera con Portugal.

## Recorrido
La carretera DSA-380 tiene su origen en el término municipal de Navasfrías en la intersección con la carretera DSA-360, y termina en el término municipal de Navasfrías, en la frontera con Portugal, formando parte de la Red de carreteras de Salamanca.
| Navasfrías (Intersección con - Frontera Portuguesa) | Navasfrías (Intersección con - Frontera Portuguesa) | Navasfrías (Intersección con - Frontera Portuguesa) | Navasfrías (Intersección con - Frontera Portuguesa) | Navasfrías (Intersección con - Frontera Portuguesa) | Navasfrías (Intersección con - Frontera Portuguesa) | Navasfrías (Intersección con - Frontera Portuguesa) | Navasfrías (Intersección con - Frontera Portuguesa) | Navasfrías (Intersección con - Frontera Portuguesa) | Navasfrías (Intersección con - Frontera Portuguesa) | Navasfrías (Intersección con - Frontera Portuguesa) |
| Esquema                                             | PK                                                  | Sentido Portugal                                    | Sentido Portugal                                    | Sentido Portugal                                    | Sentido Portugal                                    | Sentido DSA-360                                     | Sentido DSA-360                                     | Sentido DSA-360                                     | Sentido DSA-360                                     | Incidencias                                         |
| Esquema                                             | PK                                                  | Velocidad                                           | Elemento                                            | Salida                                              | Salida                                              | Salida                                              | Salida                                              | Elemento                                            | Velocidad                                           | Incidencias                                         |
| Esquema                                             | PK                                                  | Velocidad                                           | Elemento                                            | Dir.                                                | Nombre                                              | Nombre                                              | Dir.                                                | Elemento                                            | Velocidad                                           | Incidencias                                         |
| --------------------------------------------------- | --------------------------------------------------- | --------------------------------------------------- | --------------------------------------------------- | --------------------------------------------------- | --------------------------------------------------- | --------------------------------------------------- | --------------------------------------------------- | --------------------------------------------------- | --------------------------------------------------- | --------------------------------------------------- |
|                                                     | 0,0                                                 |                                                     |                                                     | Casillas de Flores Ciudad Rodrigo                   | Casillas de Flores Ciudad Rodrigo                   | Casillas de Flores Ciudad Rodrigo                   |                                                     |                                                     |                                                     |                                                     |
| Navasfrías                                          | 0,0                                                 |                                                     |                                                     |                                                     |                                                     |                                                     |                                                     |                                                     |                                                     |                                                     |
|                                                     | 0,200                                               |                                                     |                                                     |                                                     |                                                     |                                                     |                                                     |                                                     |                                                     |                                                     |
| Lajeosa                                             |                                                     |                                                     |                                                     |                                                     |                                                     |                                                     |                                                     |                                                     |                                                     |                                                     |